# Crofton Marine Engine
Die Crofton Marine Engine Company war ein US-amerikanischer Automobilhersteller, der zwischen 1959 und 1961 in San Diego (Kalifornien) ansässig war.
Nach Einstellung des Crosley 1952 erwarb W. B. Crofton, ein etablierter GMC- und Detroit-Diesel-Händler in San Diego, die Rechte an Motor und Automobil.
1959 kam der Bug heraus, der dem Crosley Farm-O-Road nachempfunden war und einen leicht veränderten Crosley-Motor hatte. Der Bug war ein kleiner, viersitziger Geländewagen. Sein obengesteuerter Vierzylinder-Reihenmotor hatte einen Hubraum von 721 cm³ und leistete 35 bhp (26 kW) bei 5200 min−1. Der Wagen besaß 1600 mm Radstand und war 2692 mm lang. Sein Gewicht lag bei 498 kg, der Verkaufspreis bei 1350 US$. Daneben gab es noch eine Pick-up-Version namens Tug.